# Xylophanes loelia
Espèce
Xylophanes loelia  est une espèce de lépidoptères de la famille des Sphingidae, de la sous-famille des Macroglossinae, tribu des Macroglossini, sous-tribu des Choerocampina, et du genre Xylophanes.

## Description
L'envergure varie autour de 72 mm. L’aspect de l'imago est intermédiaire entre Xylophanes libya et Xylophanes neoptolemus. Les ailes postérieures sont plus étroites que chez Xylophanes libya, et la première ligne postmédiane de la face dorsale de l'aile antérieure est mince, continue, plus oblique et moins sombre. Les deuxième et troisième lignes postmedianes sont faiblement marquées, et la quatrième ligne postmediane n'est pas aussi évidente. La bande médiane sur la face dorsale de l'aile postérieure est plus rouge (mais plus pâle que chez Xylophanes neoptolemus), et la bande marginale est plus régulière, étroite et nettement définie. Les lignes postmedianes de la face ventrale de l'aile postérieure sont plus droites et non divisées en taches. Le bord interne de la bande marginale est plus régulier et continu.

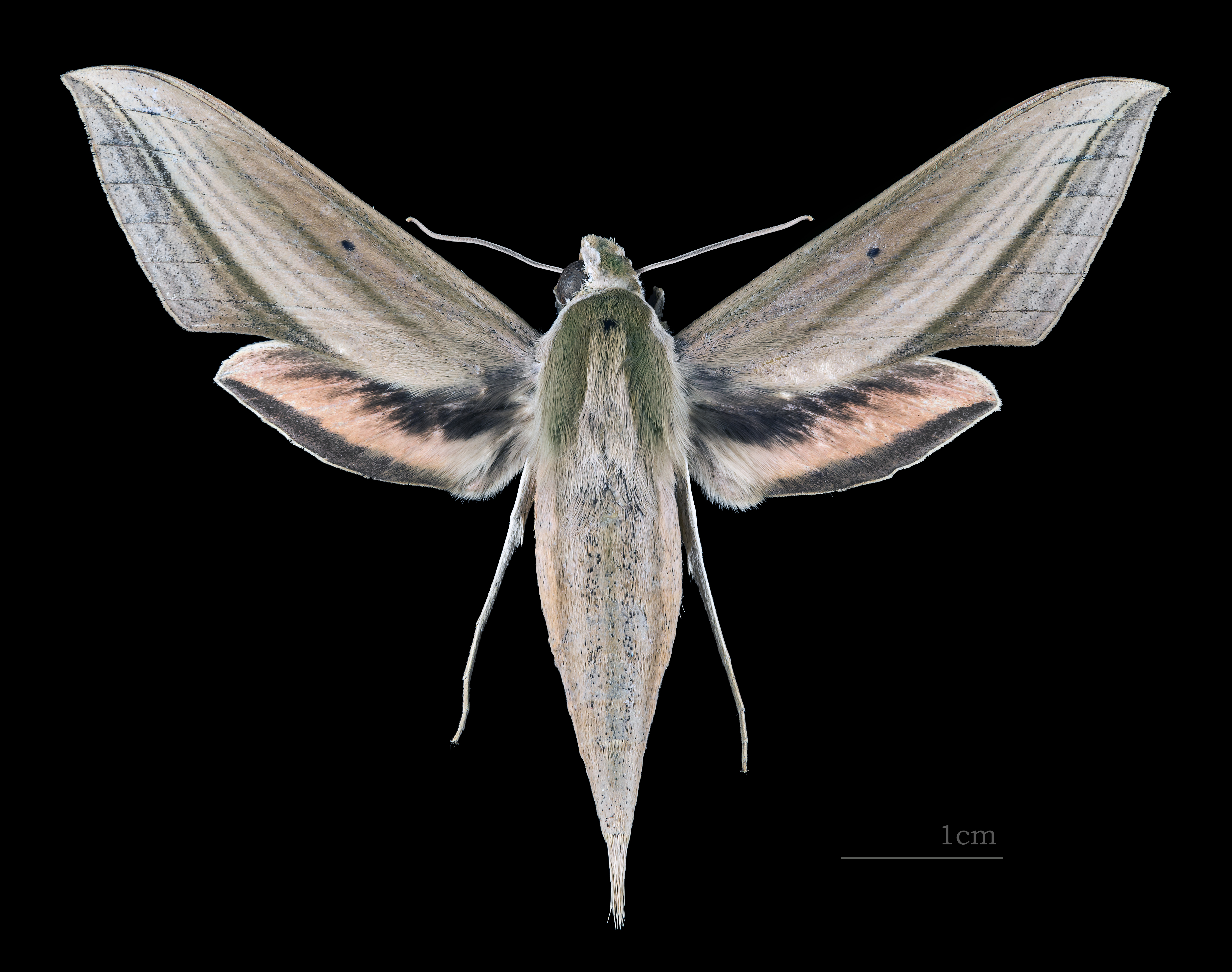
Face dorsale de la femelle (coll.MHNT)
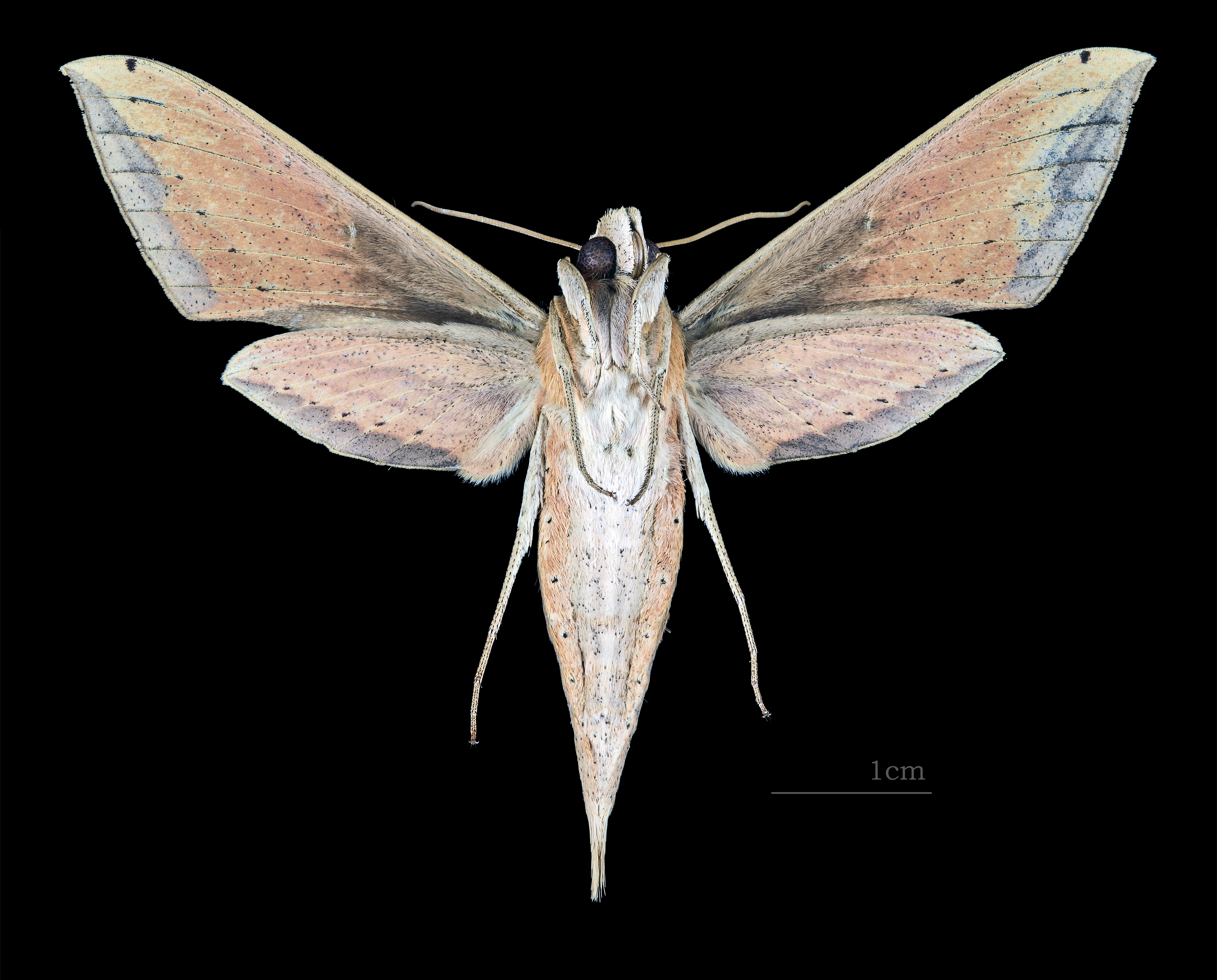
Revers de la femelle (coll.MHNT)

## Biologie
Les larves se nourrissent sur Psychotria horizontalis, Psychotria nervosa et Psychotria microdon.

## Distribution
Il se trouve au sud-ouest du Belize, en Guyane, au Costa Rica, au Panama, au Pérou, en Bolivie et en Argentine. Il est peut-être également présent au Paraguay.

## Systématique
- L'espèce Xylophanes loelia a été décrite par l'entomologiste britannique Herbert Druce  en 1878, sous le nom initial de Choerocampa loelia[2].
- La localité type est le Panama.

### Synonymie
- Choerocampa loelia Druce, 1878 Protonyme
- Chaerocampa laelia Godman & Salvin, 1889[3]
- Xylophanes heinrichi Closs, 1917[4]